# A Glass of Champagne
A Glass of Champagne is de zevende single van de Britse muziekgroep Sailor. Na het succes van Girls, Girls, Girls werd deze single in meer landen uitgebracht dan alle vorige. A Glass of Champagne had een vergelijkbaar succes als Girls, Girls, Girls. Hierna was de koek op voor Sailor, er werden nog wel singles uitgebracht, maar deze kwamen niet meer in de Nederlandse hitlijsten voor. Een uitschieter volgde tijdens een kleine Sailoropleving in 1991 met La Cumbia.
Een concurrent van A Glass of Champagne was Julien Clercs This Melody.
De volgende single, Stiletto Heels, was afkomstig van het eveneens weinig succesvolle The Third Step.

## Hitnotering
| "A Glass of Champagne" in de Nederlandse Top 40 - binnen: 08-05-1976 | "A Glass of Champagne" in de Nederlandse Top 40 - binnen: 08-05-1976 | "A Glass of Champagne" in de Nederlandse Top 40 - binnen: 08-05-1976 | "A Glass of Champagne" in de Nederlandse Top 40 - binnen: 08-05-1976 | "A Glass of Champagne" in de Nederlandse Top 40 - binnen: 08-05-1976 | "A Glass of Champagne" in de Nederlandse Top 40 - binnen: 08-05-1976 | "A Glass of Champagne" in de Nederlandse Top 40 - binnen: 08-05-1976 | "A Glass of Champagne" in de Nederlandse Top 40 - binnen: 08-05-1976 | "A Glass of Champagne" in de Nederlandse Top 40 - binnen: 08-05-1976 | "A Glass of Champagne" in de Nederlandse Top 40 - binnen: 08-05-1976 | "A Glass of Champagne" in de Nederlandse Top 40 - binnen: 08-05-1976 | "A Glass of Champagne" in de Nederlandse Top 40 - binnen: 08-05-1976 |
| Week                                                                 | 1                                                                    | 2                                                                    | 3                                                                    | 4                                                                    | 5                                                                    | 6                                                                    | 7                                                                    | 8                                                                    | 9                                                                    | 10                                                                   |                                                                      |
| -------------------------------------------------------------------- | -------------------------------------------------------------------- | -------------------------------------------------------------------- | -------------------------------------------------------------------- | -------------------------------------------------------------------- | -------------------------------------------------------------------- | -------------------------------------------------------------------- | -------------------------------------------------------------------- | -------------------------------------------------------------------- | -------------------------------------------------------------------- | -------------------------------------------------------------------- | -------------------------------------------------------------------- |
| Nummer                                                               | 23                                                                   | 11                                                                   | 7                                                                    | 5                                                                    | 5                                                                    | 6                                                                    | 6                                                                    | 13                                                                   | 31                                                                   | 34                                                                   | uit                                                                  |

| "A Glass of Champagne" in de Nederlandse Single Top 100 - binnen: 01-05-1976 | "A Glass of Champagne" in de Nederlandse Single Top 100 - binnen: 01-05-1976 | "A Glass of Champagne" in de Nederlandse Single Top 100 - binnen: 01-05-1976 | "A Glass of Champagne" in de Nederlandse Single Top 100 - binnen: 01-05-1976 | "A Glass of Champagne" in de Nederlandse Single Top 100 - binnen: 01-05-1976 | "A Glass of Champagne" in de Nederlandse Single Top 100 - binnen: 01-05-1976 | "A Glass of Champagne" in de Nederlandse Single Top 100 - binnen: 01-05-1976 | "A Glass of Champagne" in de Nederlandse Single Top 100 - binnen: 01-05-1976 | "A Glass of Champagne" in de Nederlandse Single Top 100 - binnen: 01-05-1976 | "A Glass of Champagne" in de Nederlandse Single Top 100 - binnen: 01-05-1976 | "A Glass of Champagne" in de Nederlandse Single Top 100 - binnen: 01-05-1976 | "A Glass of Champagne" in de Nederlandse Single Top 100 - binnen: 01-05-1976 |
| Week                                                                         | 1                                                                            | 2                                                                            | 3                                                                            | 4                                                                            | 5                                                                            | 6                                                                            | 7                                                                            | 8                                                                            | 9                                                                            | 10                                                                           |                                                                              |
| ---------------------------------------------------------------------------- | ---------------------------------------------------------------------------- | ---------------------------------------------------------------------------- | ---------------------------------------------------------------------------- | ---------------------------------------------------------------------------- | ---------------------------------------------------------------------------- | ---------------------------------------------------------------------------- | ---------------------------------------------------------------------------- | ---------------------------------------------------------------------------- | ---------------------------------------------------------------------------- | ---------------------------------------------------------------------------- | ---------------------------------------------------------------------------- |
| Nummer                                                                       | 21                                                                           | 14                                                                           | 12                                                                           | 8                                                                            | 7                                                                            | 5                                                                            | 3                                                                            | 6                                                                            | 12                                                                           | 23                                                                           | uit                                                                          |